# Radvánov
Radvánov (německy Radwanow) je vesnice, část obce Kovářov v okrese Písek v Jihočeském kraji. K evidenční části Radvánov patří též vesnice Zlučín.

## Historie
První písemná zmínka o vesnici pochází z roku 1406, kdy ves vlastnil Břevnovský klášter. Břevnovský opat ji však prodal Švamberkům v roce (1534). Ves byla připojena k orlickému panství až do bitvy na Bílé hoře.
Sbor dobrovolných hasičů byl založený roku 1891.

## Obyvatelstvo
| Rok            | 1869 | 1880 | 1890 | 1900 | 1910 | 1921 | 1930 | 1950 | 1961 | 1970 | 1980 | 1991 | 2001 | 2011 | 2021 |
| -------------- | ---- | ---- | ---- | ---- | ---- | ---- | ---- | ---- | ---- | ---- | ---- | ---- | ---- | ---- | ---- |
| Počet obyvatel | 393  | 390  | 319  | 298  | 300  | 307  | 293  | 202  | 204  | 199  | 170  | 108  | 87   | 86   | 81   |
| Počet domů     | 41   | 43   | 45   | 49   | 50   | 52   | 54   | 57   | 52   | 51   | 48   | 52   | 58   | 57   | 59   |

## Obecní správa
Při sčítání lidu v letech 1850–1879 Radvánov byl osadou obce Předbořice v okrese Milevsko. V letech 1880–1963 byl samostatnou obcí v okrese Milevsko. Od roku 1964 je částí obce Kovářov v okrese Písek.

## Pamětihodnosti
- Roku 1913 byla ve vesnici postavena kaplička, která je zasvěcená Panně Marii Růžencové. V kapli je vyřezávaný dřevěný oltář a obraz Madony s dětátkem.[9] Roku 1942 byly zabaveny zvony. Přispěním místních občanů a z jejich sbírek byl roku 1950 zakoupen nový zvon. Kaple byla opravena v roce 1968.[9]
- Z drobných sakrálních památek se ve vsi nachází kamenný Ptáčkův kříž z roku 1906. Kříž je nedaleko od kaple na návsi.[10]
- Na konci vesnice, u křižovatky, směrem na Kovářov se nachází Márův kříž.[11]
- Hřebejkův kříž je poničený. Zbylo z něj pouze torzo. Nachází se na cestě z Radvánova do Zahořan.[12]
- V okolí Radvánova jsou přírodní útvary (skalní misky, nepravý viklan).

### Pamětihodnosti v části Zlučín
Zlučín se nachází zhruba kilometr od Radvánova směrem na Milešov. Býval zde dvorec, který patřil Bedřichu Schwarzenbergovi[kdo?] a který byl později prodaný.
- Na konci vesnice vpravo u komunikace do Zahořan se nachází návesní kaple se zvoničkou.[14]
- U komunikace z vesnice ve směru na Lašovice se pod Koňským vrchem nachází kříž.[15]
- Další kříž se nachází nedaleko Zlučína u dnes již zrušené cesty na Předbořice. V soklu kříže byla oválná deska s obrázkem Panny Marie. Dolní třetinu kříže omotává had, na spodku kříže je umístěná lebka. Omotaný had okolo svislého břevna je symbolem Spasitel, lebka je symbolem utrpení na hoře Golgotě(podle IV. knihy Mojžíšovy).[16]

## Galerie

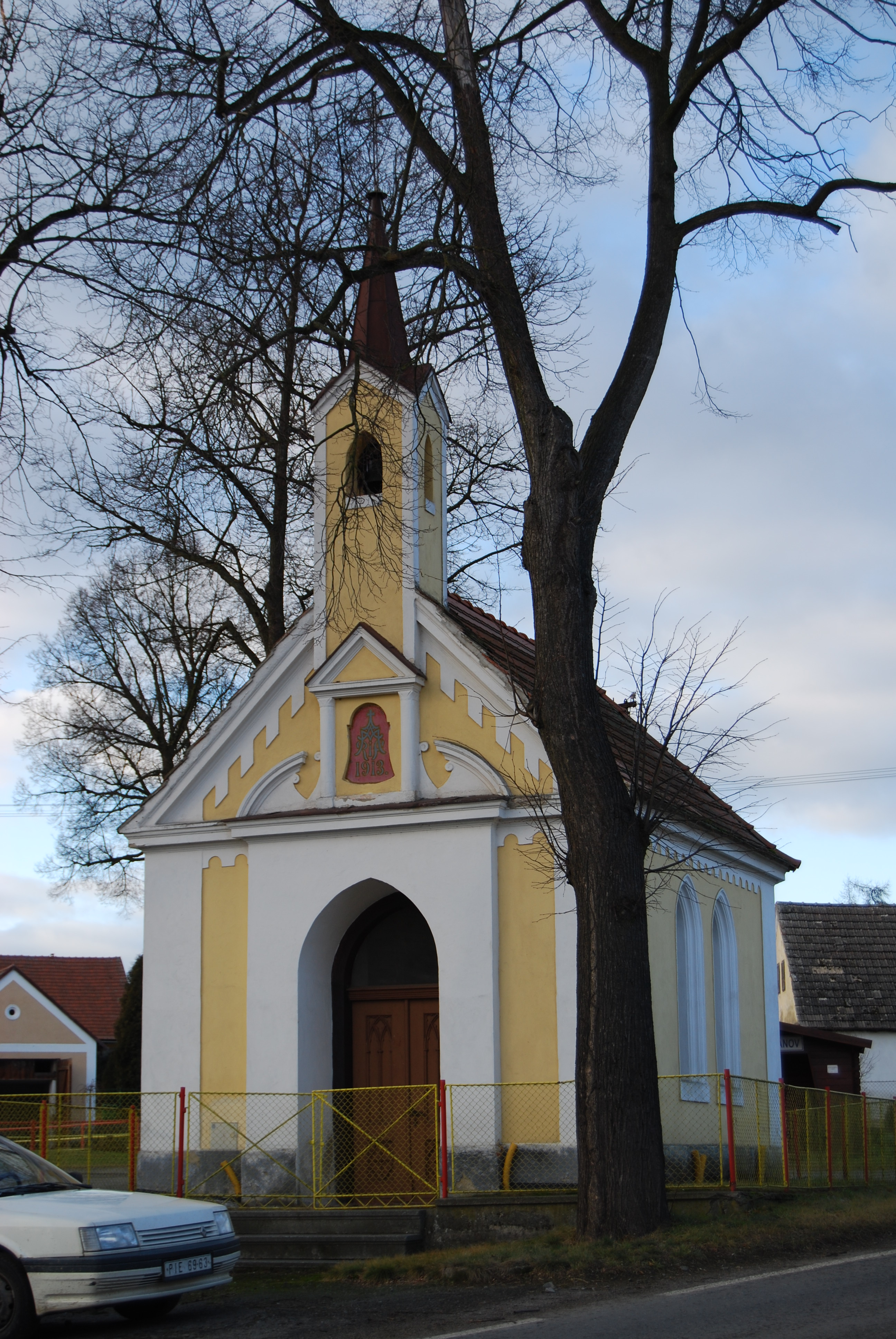
Kaple zasvěcená Panně Marii Růžencové
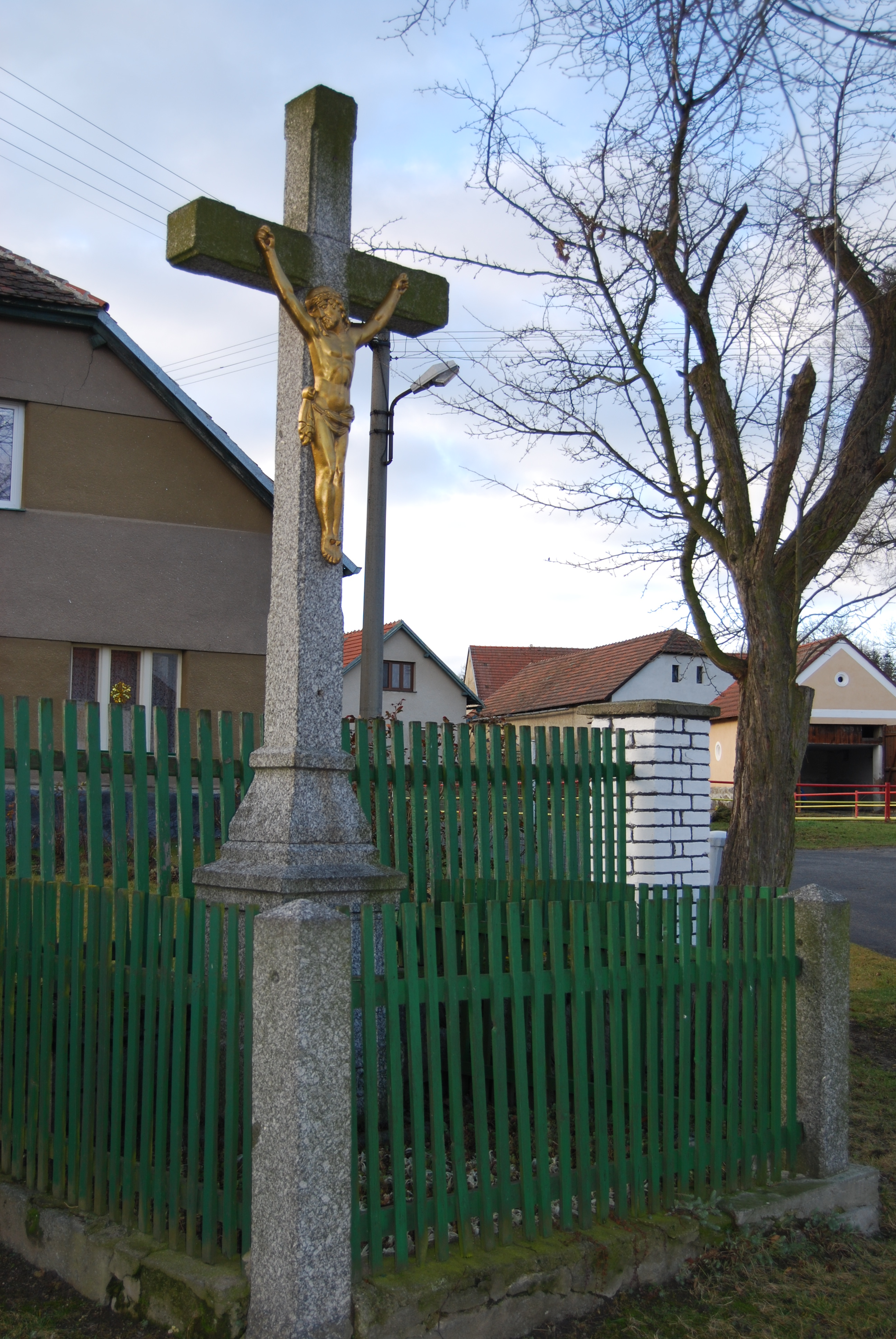
Ptáčkův kříž poblíž kaple
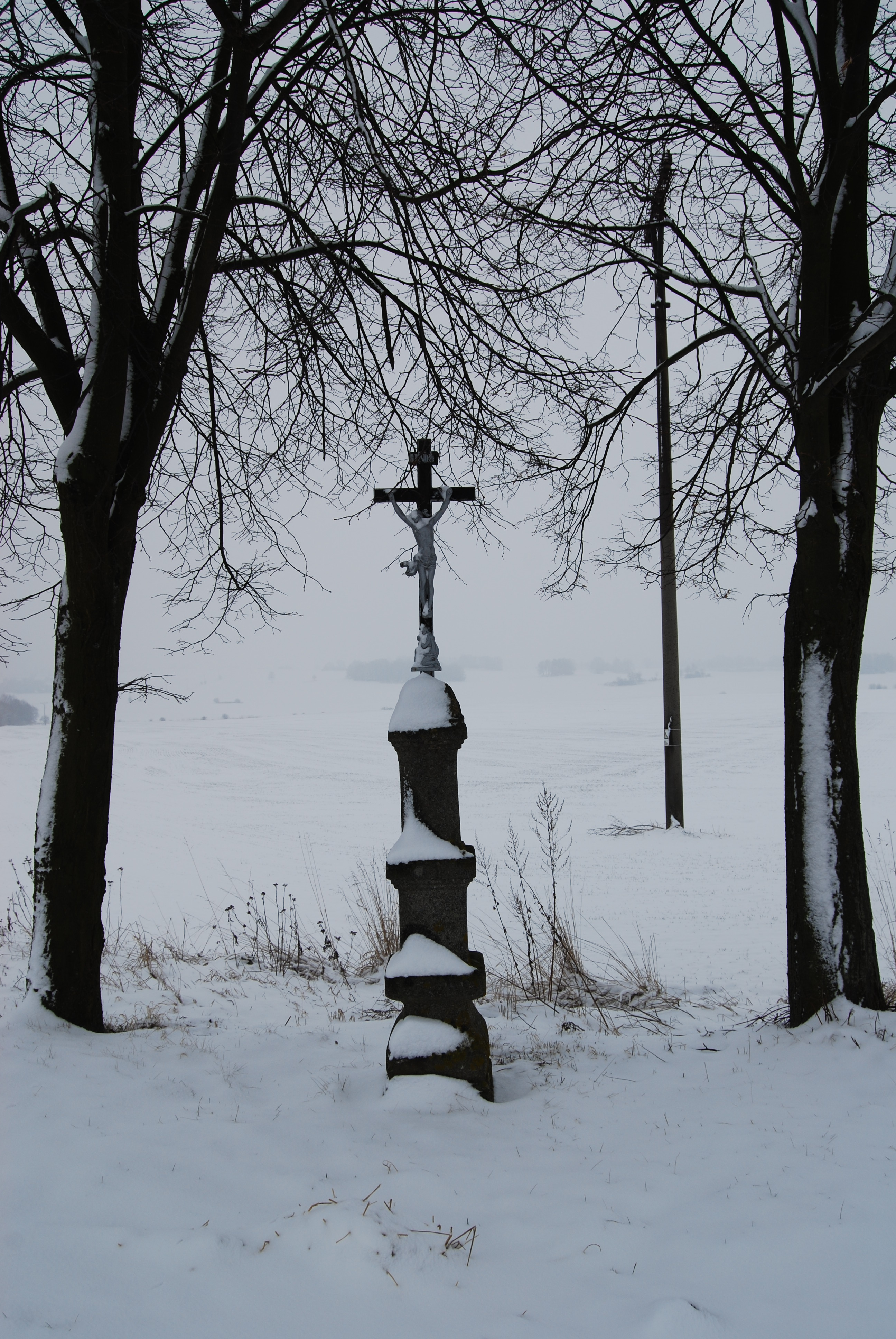
Márův kříž u silnice ze vsi na Kovářov
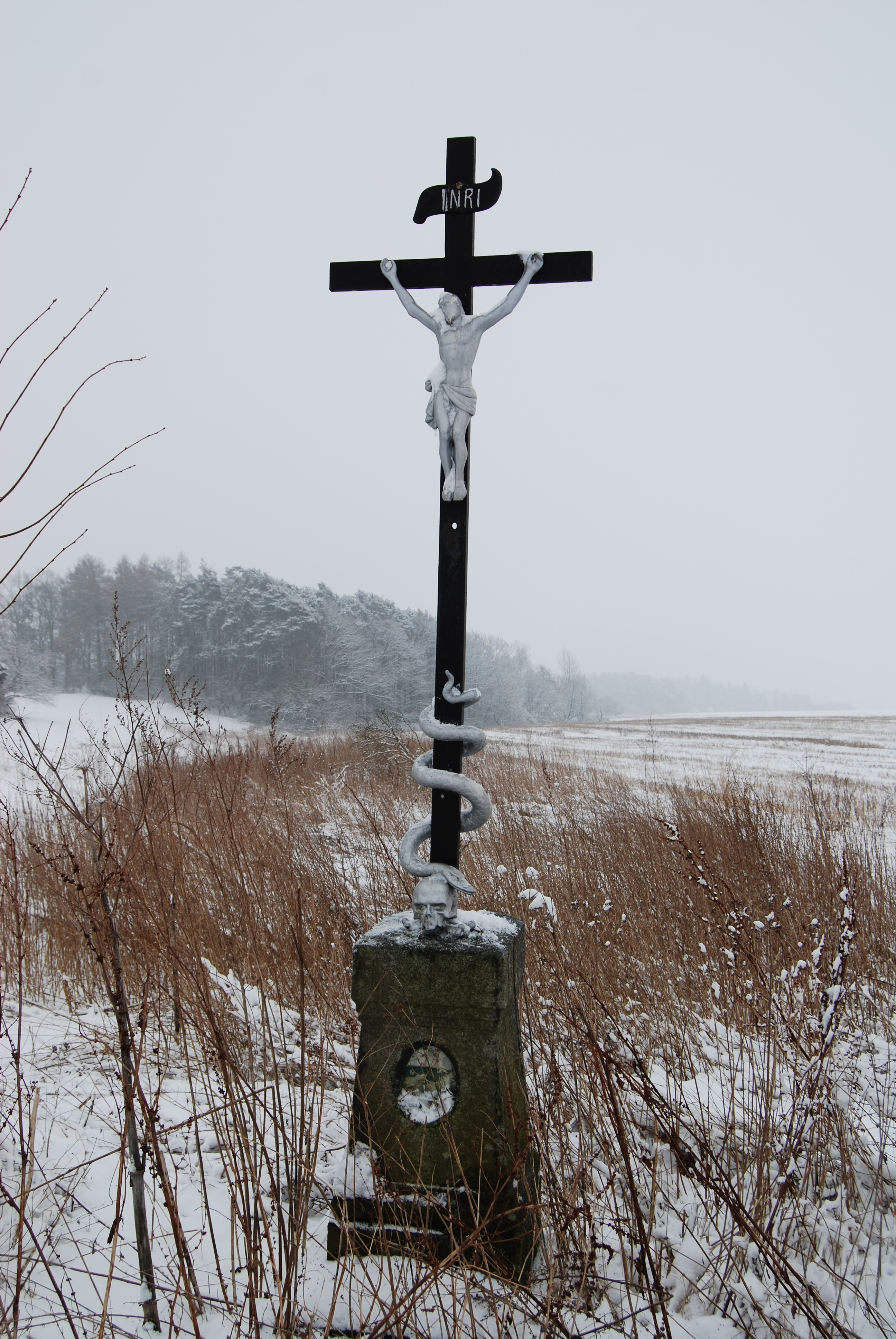
Kříž poblíž Zlučína u zrušené cesty do Předbořic
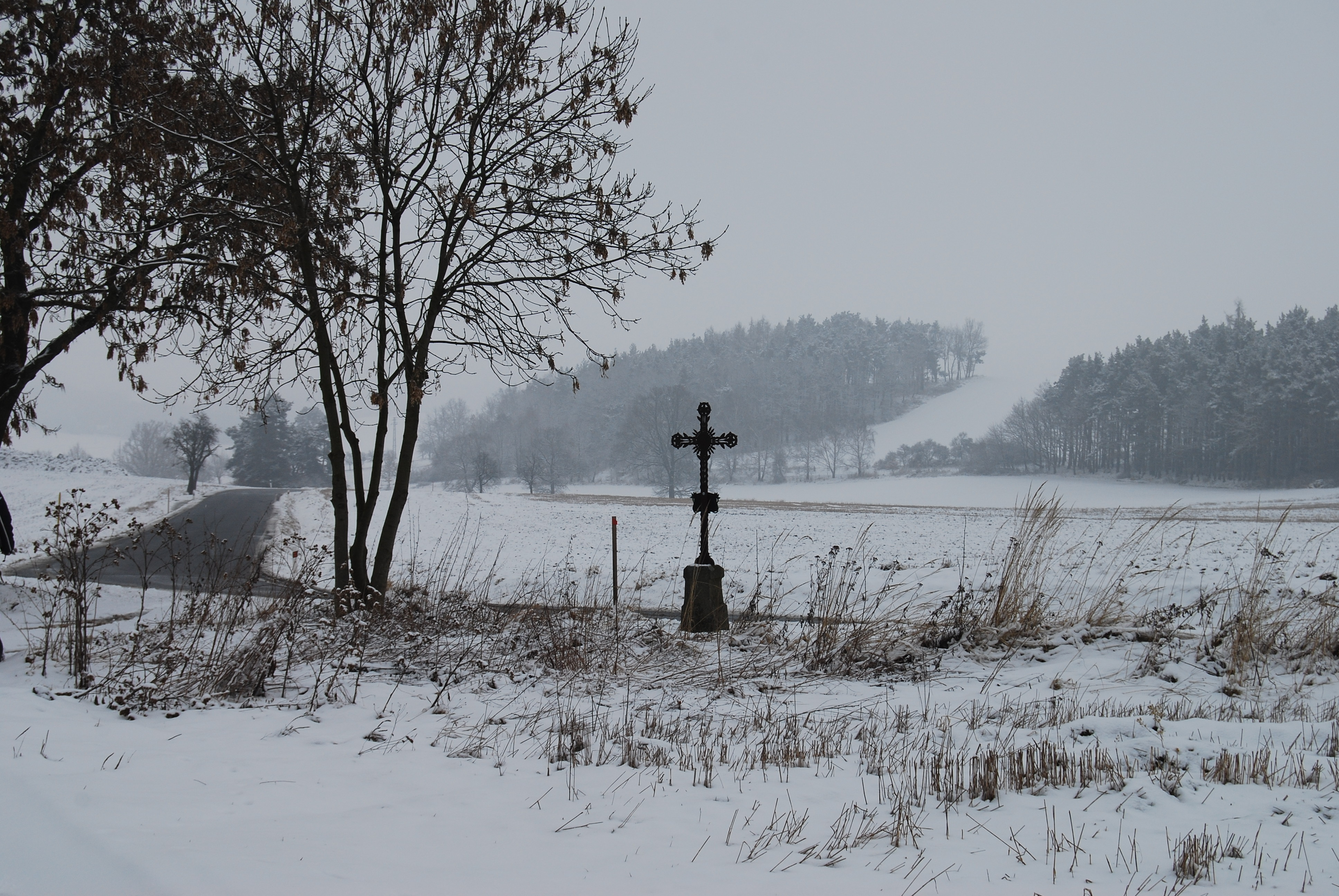
Kříž pod Koňským vrchem v Zlučíně
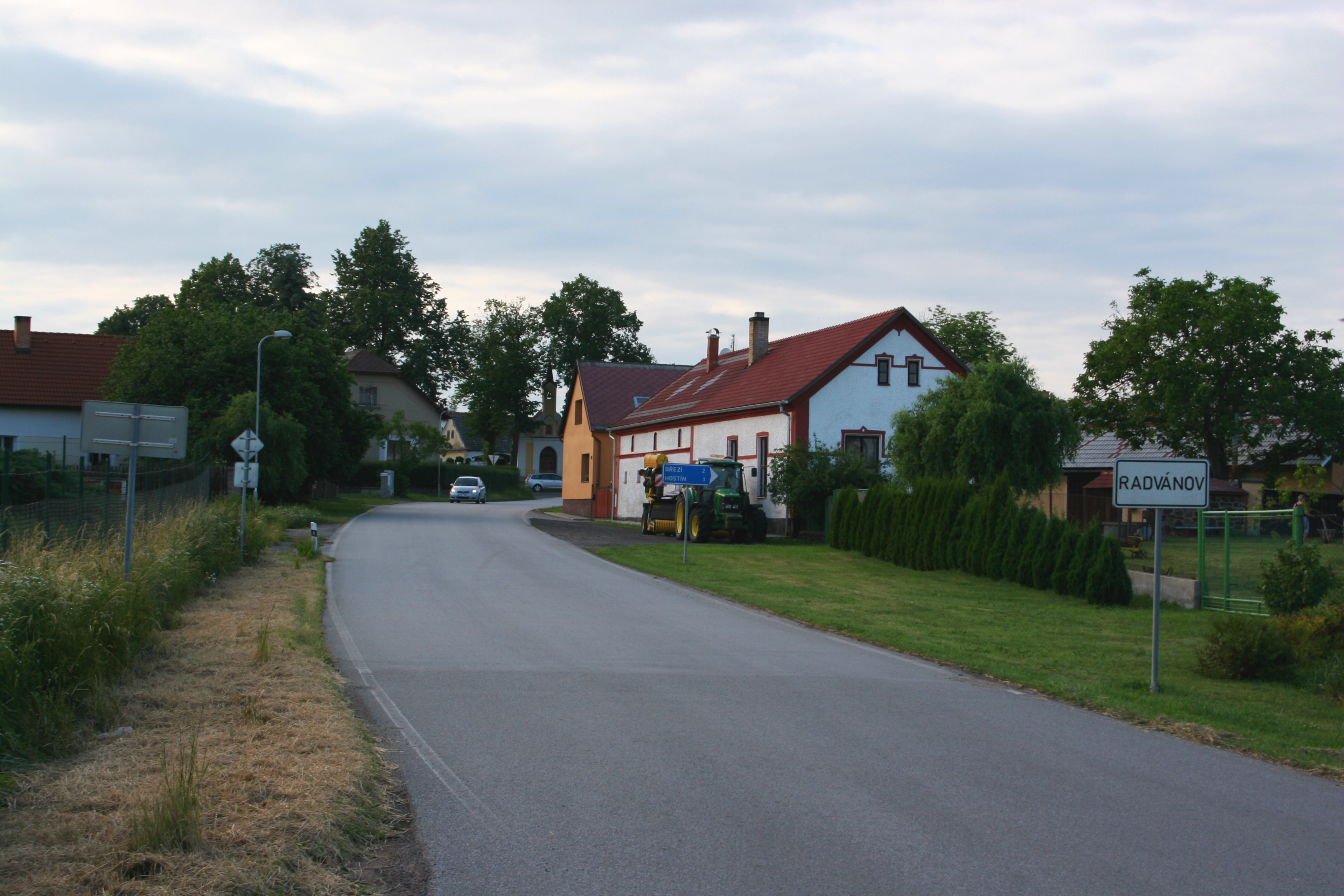
Silnice
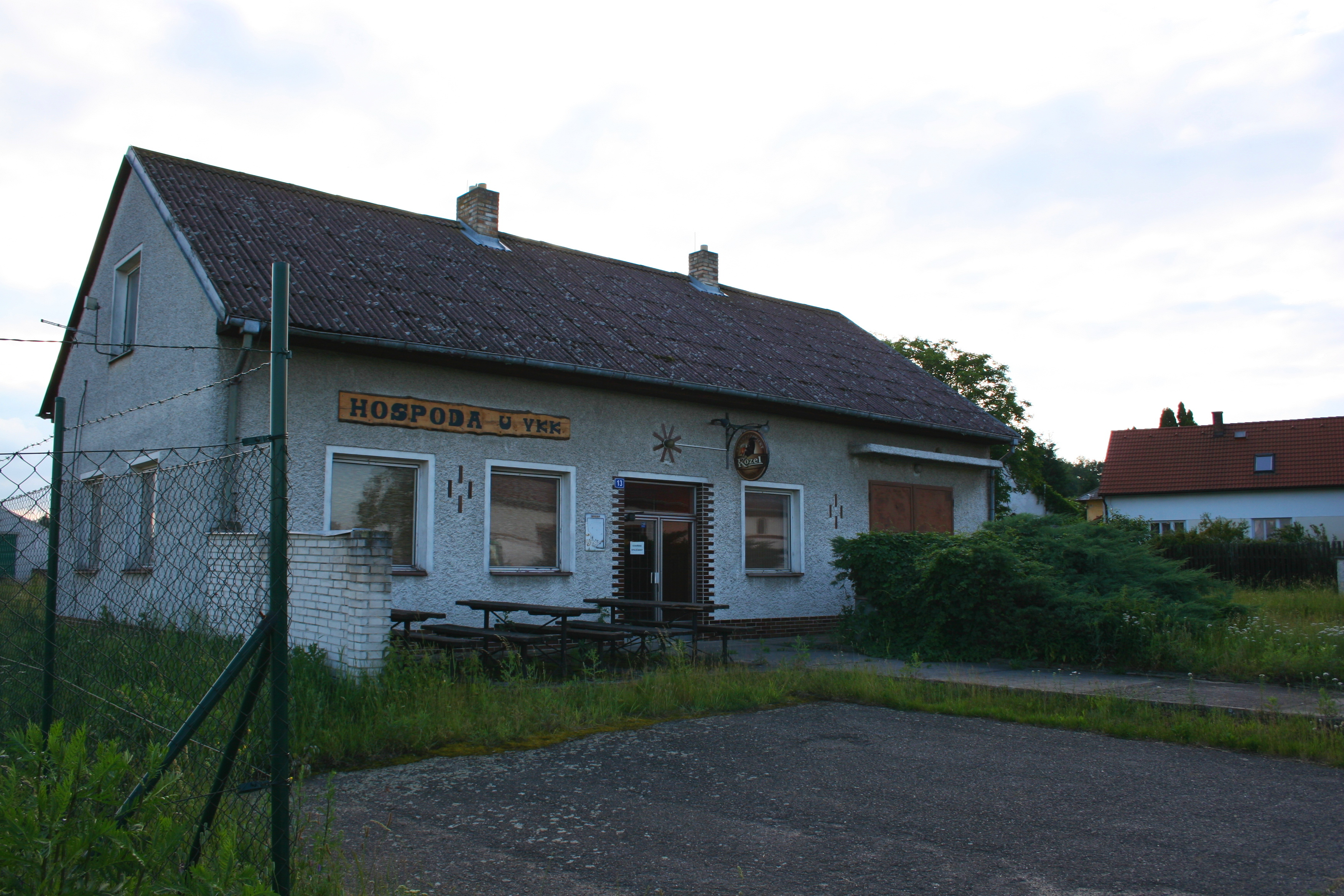
Hospoda
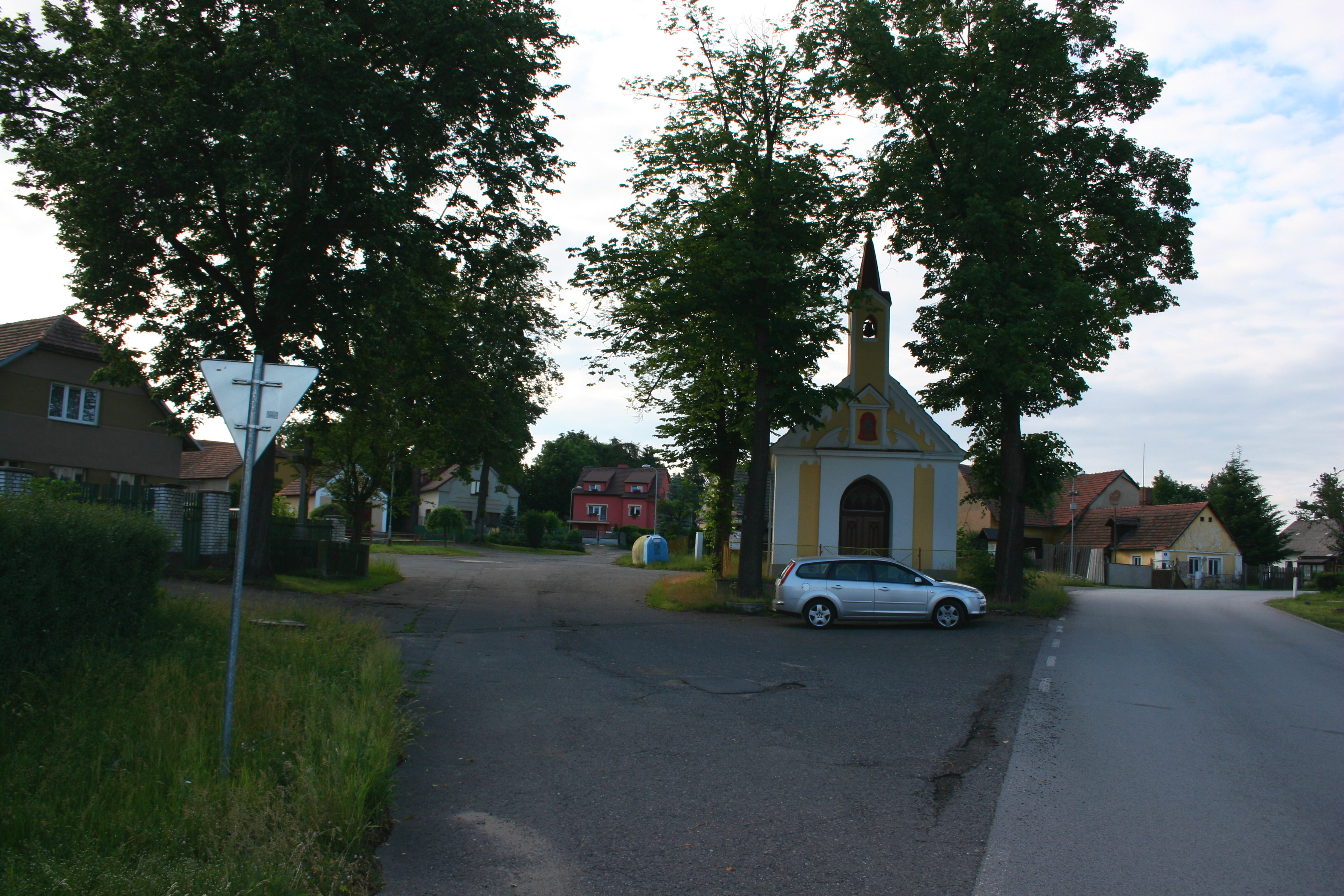
Náves s kapličkou